# Мој друже
Мој друже је ЕП и сингл снимљен у заједничкој сарадњи српског репера Блоковског и диџеј Даста. Објављен је 21. новембра 2009. године за дигитално преузимање, под окриљем хип хоп издавачких кућа Bottom Vibes и Царски рез, где је и сниман. Пројекат садржи оригиналну верзију песме, ремикс и два инструментала. Диџеј Даст је продуцент и за грамофонима, а микс и мастер радио је Скуби. Уједно је проглашен за најбољи ЕП године од стране хип-хоп веб-портала serbiaunderground.com.

## Песме
| Бр. | Назив песме                    | Гости | Продукција | Трајање |
| --- | ------------------------------ | ----- | ---------- | ------- |
| 1.  | Мој друже                      |       | диџеј Даст | 02:28   |
| 1.  | Мој друже (Grime Beat микс)                   |       | диџеј Даст | 03:33   |
| 3.  | Мој друже (инструментал)       |       | диџеј Даст | 02:28   |
| 4.  | Мој друже ( микс инструментал) |       | диџеј Даст | 03:33   |